# Odette Hamilton
Odette Hamilton (* 15. Oktober 1979 in Saint James) ist eine jamaikanische Fußballschiedsrichterin.
Seit 2017 steht sie auf der FIFA-Liste und leitet internationale Fußballpartien.
Beim CONCACAF Women’s Gold Cup 2018 leitete Hamilton drei Spiele, darunter das Halbfinale zwischen Panama und Kanada (0:7).
Zudem war sie bei der CONCACAF W Championship 2022 in Mexiko und bei der U-17-Weltmeisterschaft 2022 in Indien im Einsatz.